# Поганий син
«Поганий син» (фр. Un mauvais fils) — французький драматичний фільм 1980 року, поставлений режисером Клодом Соте з Патріком Деваром у головній ролі. Стрічка була номінована в 6-ти категоріях на здобуття французької національної кінопремії «Сезар» та отримала нагороду за найкращу чоловічу роль другого плану (Жак Дюфіло) .

## Синопсис
Молодий Бруно Калганьї́ (Патрік Девар) виходить з американської в'язниці, до якої він потрапив за торгівлю наркотиками, повертається до Франції та намагається почати нове життя. Спочатку його возз'єднання з батьком (Ів Робер) здається теплим і дружнім, тим паче, що мати Бруно померла кілька років тому, і чоловіки можуть розділити це горе. Але незабаром хлопець дізнається, що в батька новий роман, і йде з нової роботи, щоб стати продавцем у книгарні. Там Бруно знайомиться з дівчиною Катрін (Брижіт Фоссе), з якою у нього чимало спільного, — у тому числі давня і, здавалося, минула пристрасть до наркотиків. Він бере на себе відповідальність і за долю Катрін, і за долю батька, у якого, до всього іншого, не все гаразд із здоров'ям.

## У ролях
| • Патрік Девар     | … | Бурно Калганьї  |
| • Брижіт Фоссе     | … | Катрін          |
| • Жак Дюфіло       | … | Адріан Дюссар   |
| • Ів Робер         | … | Рене Калганьї   |
| • Клер Мор'є       | … | Мадлен          |
| • Андре Жульєн     | … | Андре           |
| • Давид Понтремолі | … | Карлос          |
| • Рауф Бен Яглан   | … | Тайєб           |
| • Антуан Бурсейє   | … | психолог        |
| • Етьєн Шико       | … | Серж            |
| • П'єр Магелон     | … | комісар         |
| • Жан-Клод Буйо    | … | Анрі            |
| • Домінік Бріан    | … | офіцер поліції  |
| • Домінік Зарді    | … | майстер / касир |

## Знімальна група
- Автори сценарію — Данієль Б'язіні, Клод Соте, Жан-Поль Торок
- Режисер-постановник — Клод Соте
- Продюсери — Ролан Жирар, Ален Сард
- Оператор — Жан Боффті
- Композитор — Філіпп Сард
- Монтаж — Жаклін Тьєдо
- Художник-постановник — Домінік Андре
- Художник з костюмів — Корінн Жоррі
- Звук — П'єр Ленуар

## Нагороди та номінації
| Список нагород та номінацій | Список нагород та номінацій | Список нагород та номінацій    | Список нагород та номінацій | Список нагород та номінацій | Список нагород та номінацій |
| Кінофестиваль/Кінопремія    | Рік                         | Категорія                      | Номінант(и)                 | Результат                   | Дж                          |
| --------------------------- | --------------------------- | ------------------------------ | --------------------------- | --------------------------- | --------------------------- |
| Премія «Сезар»              | 31.01.1981                  | Найкраща режисерська робота    | Клод Соте                   | Номінація                   | [ 2 ]                       |
| Премія «Сезар»              | 31.01.1981                  | Найкращий актор                | Патрік Девар                | Номінація                   | [ 2 ]                       |
| Премія «Сезар»              | 31.01.1981                  | Найкращий актор другого плану  | Жак Дюфіло                  | Перемога                    | [ 2 ]                       |
| Премія «Сезар»              | 31.01.1981                  | Найкраща акторка другого плану | Клер Мор'є                  | Номінація                   | [ 2 ]                       |
| Премія «Сезар»              | 31.01.1981                  | Найкращі декорації             | Домінік Андре               | Номінація                   | [ 2 ]                       |
| Премія «Сезар»              | 31.01.1981                  | Найкращий звук                 | П'єр Ленуар                 | Номінація                   | [ 2 ]                       |